# Улица Марка Бернеса (Харьков)
Улица Марка Бернеса — улица в Харькове в Новобаварском районе, названная в честь советского актёра и певца Марка Бернеса. Названа 20 ноября 2015 года (прежнее название — улица Щорса). Идёт от Семинарской улицы. Координаты: 49.974025, 36.204225. Длина около 480 метров. Рядом расположен Карповский сад.
20 ноября 2015 года, на очередной сессии Харьковского городского совета решили переименовать 173 улицы. Более десяти назвали в честь выдающихся деятелей культуры (артистов, художников) и науки, так улица Щорса стала улицей Марка Бернеса.